# Samorządki
Samorządki – wieś sołecka w Polsce, położona w województwie mazowieckim, w powiecie garwolińskim, w gminie Górzno.
| SIMC    | Nazwa    | Rodzaj  |
| ------- | -------- | ------- |
| 0671935 | Paliszew | kolonia |

W latach 1975–1998 miejscowość administracyjnie należała do województwa siedleckiego.
Wierni Kościoła rzymskokatolickiego należą do parafii św. Jana Chrzciciela w Górznie.